# Wadi Maktab

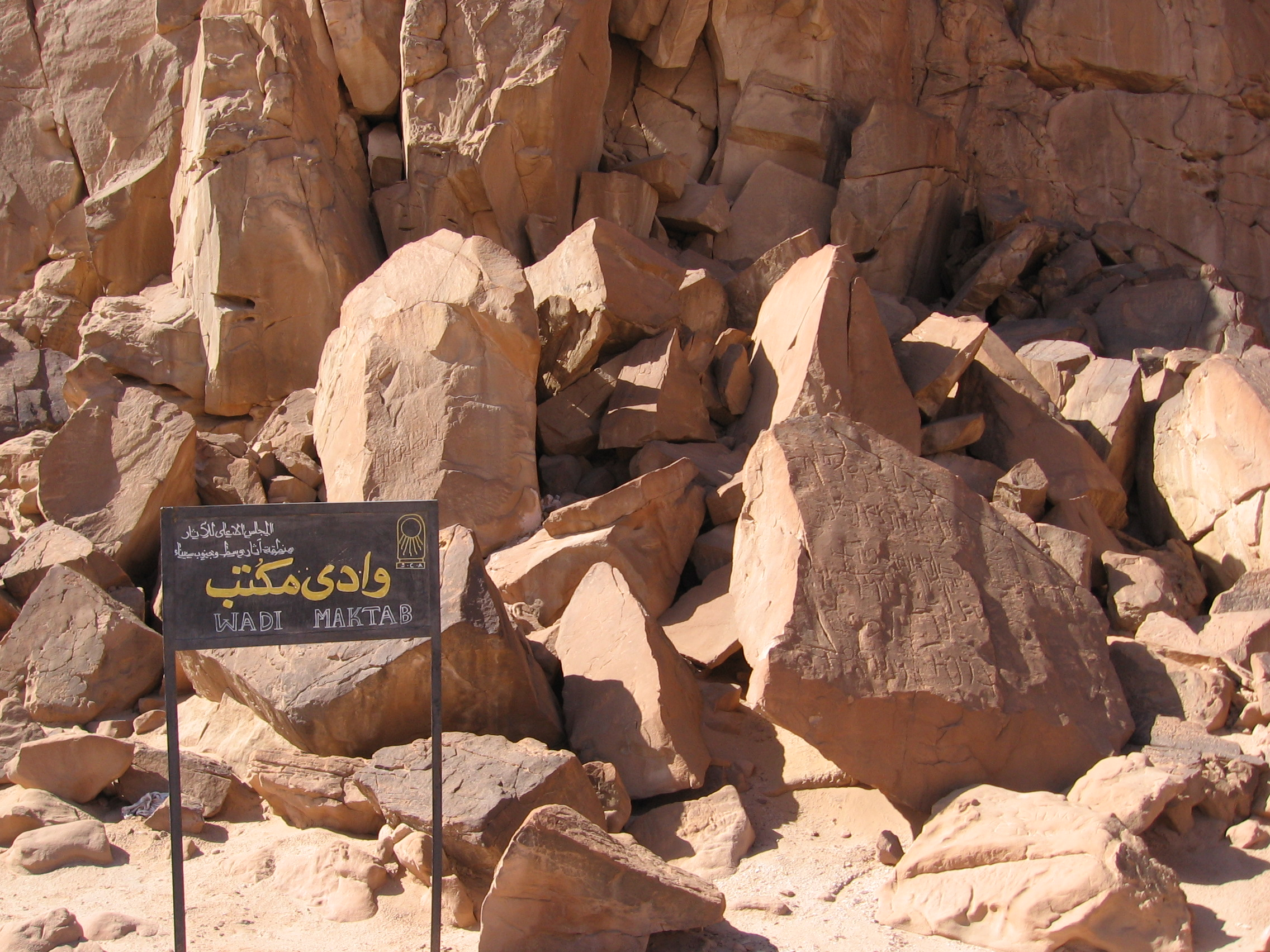

Wadi Maktab är en passage vid Sinaihalvön som man måste passera om man går från norra halvan till södra halvan. Här har pilgrimer vandrat genom många år och klottrat på stenarna. Det finns text från många olika generationer och språk.